# Parkston
Parkston – miasto w Stanach Zjednoczonych, w stanie Dakota Południowa, w hrabstwie Hutchinson.